# Svalin
Svalin er i nordisk mytologi navnet på det skjold som befinder sig over jorden og beskytter den mod solens stråler.